# Масбате
Масбате (локални дијалекти и ен. Masbate) је највеће од три главна острва истоимене провинције у архипелагу Филипина. Припада подручју Централне Висаје. 
Острво Масбате има површину од 3.268 km² и 555.573 становника (податак из 2007). Највиши врх је на 697 метара. Највећи град на острву је Масбате Сити (81.585 становника 2007). 
На северу острва се већ вековима експлоатише злато. 